# Anna Howard Shaw
Anna Howard Shaw (Newcastle upon Tyne, 14 febbraio 1847 – Moylan, 2 luglio 1919) è stata un medico e attivista britannica naturalizzato statunitense, leader del movimento di suffragio femminile negli Stati Uniti.

## Primi anni

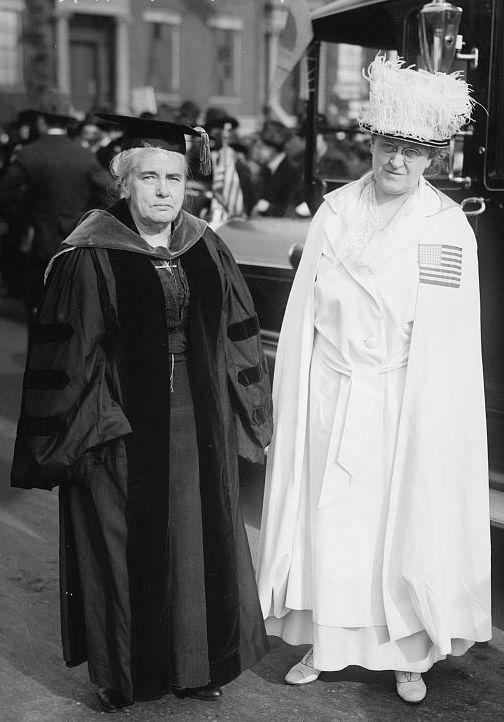
Carrie Chapman Catt e Anna Howard Shaw nel 1917

Shaw nacque a Newcastle upon Tyne, in Gran Bretagna, nel 1847. All'età di quattro anni emigrò con la sua famiglia negli Stati Uniti stabilendosi a Lawrence, nel Massachusetts.
Nonostante la disapprovazione della sua famiglia, Shaw decise di frequentare l'università. Dopo la guerra civile abbandonò il suo lavoro di insegnante e si trasferì con la sorella sposata Mary a Big Rapids, nel Michigan. Mentre ricorda che avrebbe preferito un lavoro più fisico e attivo, come scavare fossati o spalare carbone, fu costretta a diventare una sarta, una delle professioni più accettabili e disponibili per le donne al tempo.
Un momento cruciale nella vita di Shaw fu l'incontro con il reverendo Marianna Thompson, un ministro universalista che si recò a predicare a Grand Rapids. Shaw, attratta dal vedere una donna sul pulpito, confidò a Thompson il suo desiderio di perseguire il ministero come vocazione.
Grazie all'aiuto di Thompson, Shaw studiò alla Big Rapids High School. All'età di ventiquattro anni fu invitata dal rev. H. C. Peck ad esporre il suo primo sermone in Michigan.
Nonostante il successo del suo primo sermone, la sua nuova passione ricevette disapprovazione dai suoi compagni di classe, amici e familiari che accettarono di pagare per la sua istruzione universitaria solo se avesse abbandonato la carriera di predicatrice. Nonostante le forti opposizioni, Anna non demorse e nel 1873 la Chiesa metodista le concesse la licenza di predicatrice locale.
Nel 1873 Shaw si iscrisse all'Albion College, una scuola metodista ad Albion, nel Michigan e in seguito studiò alla Boston University School of Theology nel 1876. Nonostante il mancato supporto finanziario della sua famiglia e il misero stipendio che riceveva dalla chiesa metodista, paragonato al lauto compenso dei suoi colleghi di sesso maschile, nel 1880 ottenne l'ordine nella Chiesa metodista protestante.
Nel 1886 si laureò in medicina presso la Boston University, dove divenne una schietta sostenitrice dei diritti politici delle donne.

## Ruolo nel movimento del suffragio femminile

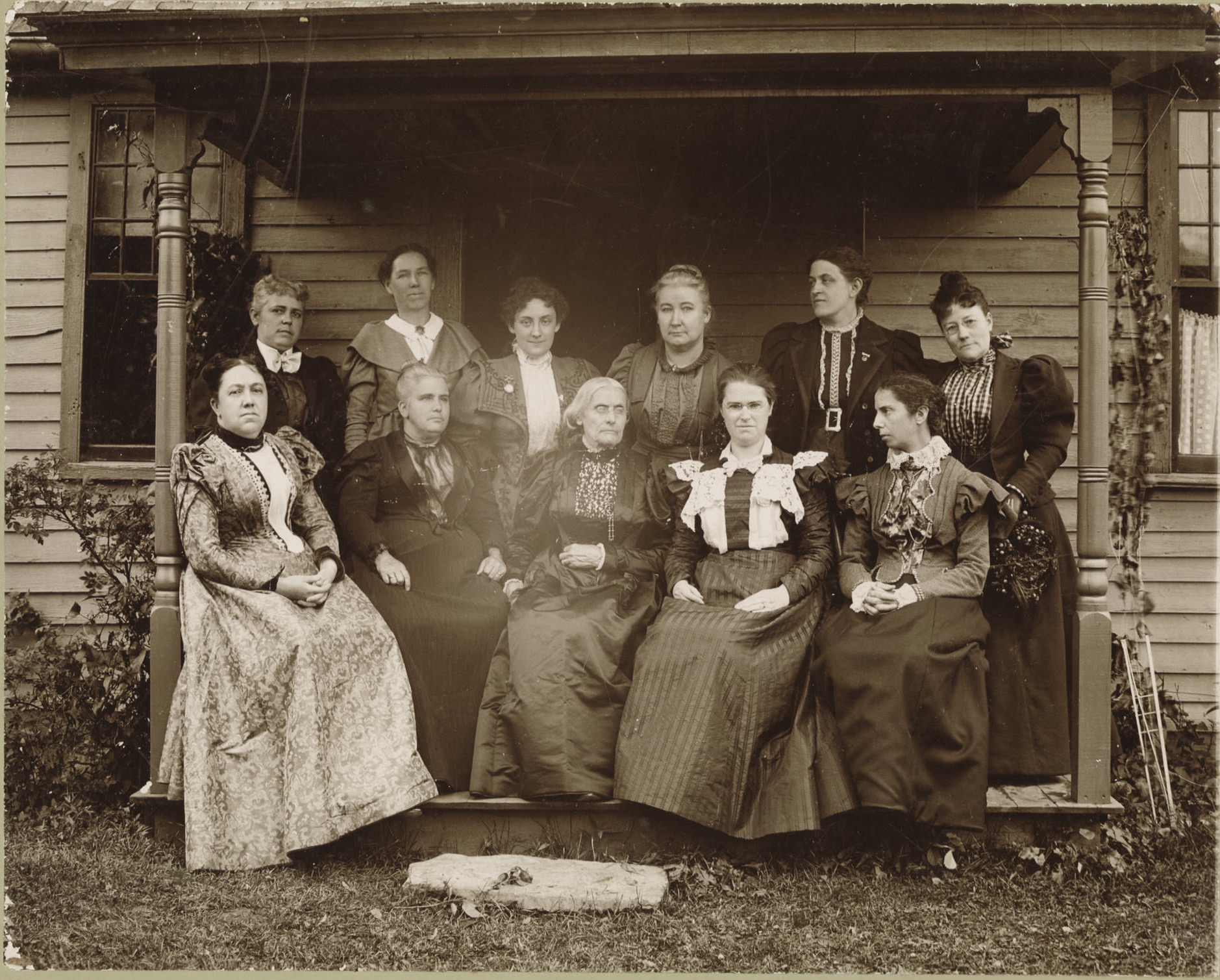
Fotografia del 1896 di Susan B. Anthony (al centro) e altre leader dei diritti delle donne. Shaw siede alla destra immediata di Anthony.

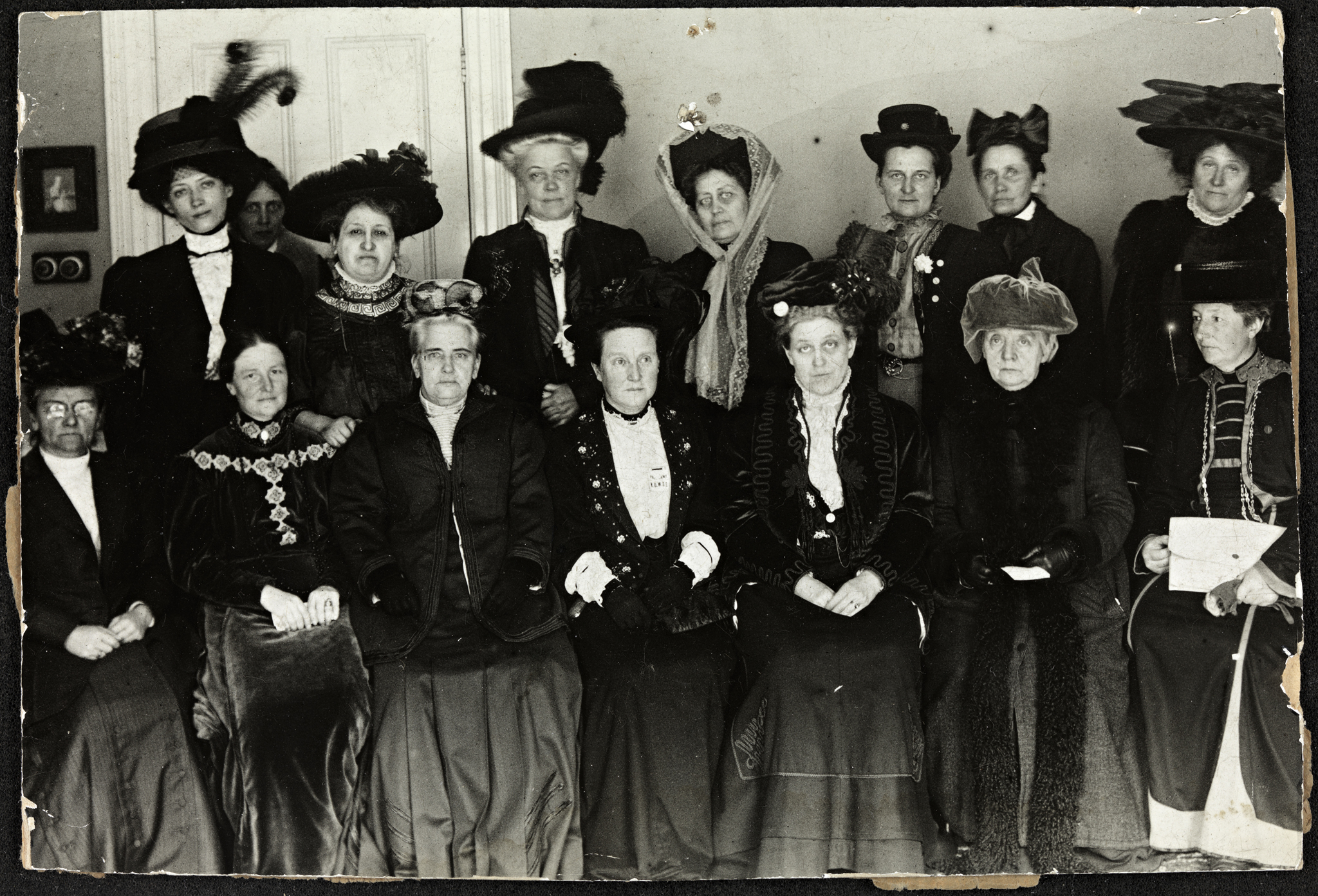
Suffrage Alliance Congress del 1909 con la presidentessa Millicent Fawcett a Londra. Fila superiore da sinistra: Thora Daugaard (Danimarca), Louise Qvam (Norvegia), Aletta Jacobs (Paesi Bassi), Annie Furuhjelm (Finlandia), Madame Mirowitch (Russia), Käthe Schirmacher (Germania), Madame Honneger, non identificata. In basso a sinistra: non identificata, Anna Bugge (Svezia), Anna Howard Shaw (Stati Uniti), Millicent Fawcett (presidente, Inghilterra), Carrie Chapman Catt (Stati Uniti), F. M. Qvam (Norvegia), Anita Augspurg (Germania).

A partire dal 1886 Shaw fu presidente del Dipartimento di franchising della Woman's Christian Temperance Union (WCTU).
Conobbe Susan B. Anthony per la prima volta nel 1887. Nel 1888 partecipò alla prima riunione del Consiglio internazionale delle donne. Susan B. Anthony la incoraggiò a unirsi alla National Woman Suffrage Association (NWSA) ed ebbe un ruolo chiave nella fusione tra l'AWSA e la NWSA di Anthony ed Elizabeth Cady Stanton. A partire dal 1904 e per i successivi undici anni fu il presidente della NAWSA, contribuendo a lottare per un emendamento costituzionale nazionale che garantisse alle donne il diritto di voto.
All'inizio del XX secolo, Alice Paul e Lucy Burns, membri della NAWSA, iniziarono a protestare in maniera violenta. Propendendo quindi per una militanza pacifica, nel 1915 si dimise da presidente della NAWSA e fu sostituita da Carrie Chapman Catt.

## Ultimi anni e morte
Durante la prima guerra mondiale Shaw fu a capo del Comitato delle donne del Consiglio di difesa nazionale degli Stati Uniti, per il quale divenne la prima donna a guadagnare la Distinguished Service Medal. Continuò a tenere conferenze per la causa del suffragio per i restanti anni della sua vita.
Morì di polmonite nella sua casa di Moylan, in Pennsylvania, all'età di settantadue anni, solo pochi mesi prima che il Congresso ratificasse il XIX emendamento della Costituzione degli Stati Uniti.
Nel 2000 fu introdotta nella National Women's Hall of Fame. Venti anni dopo è stata nominata onoraria della National Women's History Alliance.

## Al cinema
Negli anni dieci, Anna Howard Shaw comparve in alcuni film, documentari e news.

### Filmografia
- Votes for Women, regia di Hal Reid - cortometraggio (1912)
- Pathé's Weekly, No. 77
- Your Girl and Mine: A Woman Suffrage Play, regia di Giles Warren (1914)
- Animated Weekly, No. 162
- Hearst-Selig News Pictorial, No. 67